# Warren Buffett
Warren Edward Buffett (Omaha, 30 de agosto de 1930) é um investidor e filantropo americano. É o principal acionista, presidente do conselho e diretor executivo da Berkshire Hathaway. Constantemente citado na lista da Forbes das pessoas com maior capital do mundo, ocupou o primeiro lugar em 2008. Amplamente considerado o mais bem sucedido investidor do século XX e do mundo, é conhecido como o "Oráculo de Omaha".
Buffet, ao lado de Bill Gates, tem iniciativas sociais. Em 2010, Gates e o investidor Warren Buffett começaram a recrutar bilionários para que firmassem compromisso de doar ao menos metade de seus patrimônios para caridade, seja durante sua vida, seja em seus testamentos, em iniciativa conhecida como "Giving Pledge" (promessa de doação). Warren também foi acusado de usar manobrar fiscais para não pagar impostos.

## Biografia
Warren E. Buffett nasceu em Omaha, a maior cidade de Nebraska, Estados Unidos. O segundo de três filhos e único filho homem de Leila (née Stahl) com Howard Buffett. Seu pai foi um corretor da bolsa e membro do Congresso dos Estados Unidos. Warren Buffett tem duas irmãs, Doris e Bertie. Seu avô era dono de uma loja de produtos alimentícios em Omaha.
Buffett começou sua educação na Escola Elementar Rose Hill em Omaha. Em 1942 seu pai foi eleito para o Congresso e após mudar-se com sua família para Washington, Warren acabou o primário e foi para a Escola Alice Deal Junior e graduou-se na Escola Woodrow Wilson.
Desde criança Warren demonstrou interesse por fazer e guardar dinheiro. Ele ia de porta em porta para vender balas, Coca-Cola ou revistas semanais e também trabalhou na loja de doces de seu avô paterno. Ainda no ensino médio, ele era dono de várias ideias bem sucedidas para ganhar dinheiro, tais como: vender bolas de golfe remanufaturadas e customizar carros entre elas. Sua primeira declaração fiscal foi feita em 1944, alegando que sua bicicleta e relógio eram essenciais em seu trabalho teve uma dedução de $35. Em 1945 ele e um amigo da escola gastaram $25 para comprar uma maquina de pinball, colocando-a em uma barbearia local. Após algum tempo, eles eram donos de dezenas de máquinas em diferentes lojas.
Os interesses em investir na bolsa de valores vinham desde a infância. Em uma viagem a Nova Iorque aos dez anos ele fez questão de visitar o New York Stock Exchange. E nesse mesmo período ele comprou ações para ele e sua irmã. Na época do ensino médio ele já acumulara uma considerável quantia em dinheiro guardada, investiu em uma empresa de seu pai e comprou uma fazenda, trabalhando em renda. No período em que terminou o colégio, Buffett já acumulava mais de US$90.000.
Iniciou sua vida acadêmica universitária dentro da Universidade de Pensilvânia, em 1947, onde participava de uma fraternidade chamada Alpha Phi Alpha. Dois anos após ele se transferiu para a Universidade Nebraska-Lincoln, onde em 1950, aos dezenove anos, ele terminou seu curso, tornando-se um Bacharel em Administração.
Buffett ingressou na Escola de Negócios Columbia após aprender com Benjamin Graham e David Dodd, dois conhecidos analistas econômicos, autores dos livros "Security Analyses" e "O Investidor Inteligente". Ele recebeu a graduação de Mestre em Economia em 1951. Buffett também tem graduação pelo Instituto de Finanças de Nova Iorque.
Benjamin Graham, como diz Buffett, depois de seu pai foi a pessoa que mais exerceu influência em sua vida. Isso porque a abordagem de investimentos usada por Buffett é baseada em Graham. Buffett gosta de comprar ações de empresas que estavam sendo negociadas abaixo de seu valor intrínseco (valor real de uma ação).
Além de Graham, Fisher foi outro investidor que influenciou as abordagens de Buffett. Para Fisher, comprar uma empresa barata não era tudo. Fisher acreditava que os investidores deviam comprar papéis de grandes empresas. Empresas líderes no setor, com alguma vantagem competitiva durável.
Nas palavras de Buffett:
"Eu sou 15% Fisher e 85% Benjamin Graham".

## Carreira
Buffett foi empregado de 1951-54 da Buffett-Falk e Co. como vendedor, de 1954-56 no Graham-Newman Corp. como Analista, de 1956-1969 no Buffett Partnership, Ltd. como Sócio e de 1970 até o presente é o Diretor da Berkshire Hathaway Inc.
Em 1952 Buffett casou-se com Susan Thompson e no ano seguinte tiveram sua primeira filha: Susan Alice Buffett. Em 1954 ele aceitou trabalho como parceiro de Benjamin Graham. Seu salário inicial foi de 12.000 dólares por ano (aproximadamente 97.000 ajustado no dólar atual). Lá ele trabalhou com Walter Schloss. Graham ensinou como um homem deve trabalhar. Nesse mesmo ano teve seu segundo filho: Howard Graham Buffett. Em 1956 Benjamin Graham retirou sua parceria, nesse momento, a poupança pessoal de Buffett estava com mais de US$174 mil então ele iniciou a Buffett Partnership Ltd., uma empresa de investimentos situada em Omaha. Em 1957, Buffett contava com três sócios operando com ele. Nesse período ele comprou uma casa de cinco quartos  em Omaha, pelo preço de US$31.500, casa onde ele ainda reside. Em 1958 nasce seu terceiro filho: Peter Andrew Buffett. Nesse mesmo ano Buffett já operava cinco sócios. Em 1959 sua companhia contava com seis sócios e Buffett introduziu Charlie Munger. Em 1960 Buffett operava sete sócios: Buffett Associates, Buffett Fund, Dacee, Emdee, Glenoff, Mo-Buff e Underwood. Ele pediu para um dos sócios, um médico, encontrar outros dez médicos para investir US$10 mil cada. Nesta ocasião onze novos aderiram a sua companhia.
Em 1962 Buffett tornou-se milionário, por causa de seus sócios, que em Janeiro de 1962 acumularam US$7.178 500, do qual US$1.025 000 eram de Buffett. Nesse período, Buffett transformou todos seus sócios em um só e investiu, e então tomou o controle da empresa têxtil Berkshire Hathaway. Nomeou um novo presidente para a empresa, Ken Chace e nesse mesmo ano, acaba a parceria com seus sócios.
Em uma carta, Buffett anunciou seu primeiro investimento em uma empresa privada - Hochschild, Kohn e Co., uma loja de departamento em Baltimore. Em 1967. Em 1969, após seu ano de maior sucesso, Buffett liquida a parceria e transfere seus bens para seus sócios. Entre os bens, foram pagos ações da Berkshire Hathaway. Em 1970, como presidente da Berkshire Hathaway, Buffett começou a escrever sua famosa carta anual aos acionistas.
Em 2007, em uma carta aos acionistas, Buffett anunciou que estava procurando por um jovem sucessor para tomar conta de seus negócios. Buffett provisoriamente elegeu Lou Simpson. Entretanto, Simpson é apenas seis anos mais novo que Buffett.
Em 2008, tornou-se o homem mais rico do mundo, passando na frente de Bill Gates, com uma fortuna estimada em US$60 bilhões. No ano seguinte Buffett foi o segundo homem mais rico, sendo que Bill Gates voltou à primeira posição.

## Aquisições
- Em 1973, Berkshire começou a adquirir ações da Washington Post Company. Buffett tornou-se amigo de Katharine Graham, que controlava a empresa e seu jornal e tornou-se assim, um membro do conselho administrativo.
- Em 1977, Berkshire adquiriu, indiretamente, o Buffalo Evening News por US$32,5 milhões.
- Em 1979, Berkshire começou a adquirir ações da ABC.
- Em 1987, Berkshire adquiriu 12% da Salomon Inc., fazendo de Buffett o maior acionista e diretor.
- Em 1988, Buffett começou a comprar ações da Coca-Cola Company obtendo então 7% da companhia por US$1,02 bilhão, tornando-se esse, o mais lucrativo investimento da Berkshire.
- Em 1998, ele adquiriu a General Re e em 2009 adquiriu o Burlington Northern Santa Fe Corp. por US$34 bilhões e investiu US$2,5 bilhões na Swiss Re, tendo direito a 20% da empresa.[17]
- Outros investimentos da Berkshire Hathaway foram American Express, Procter & Gamble Company, The Walt Disney Co. e Precision Cast Parts Corp.[18][19][20]

## Vida pessoal

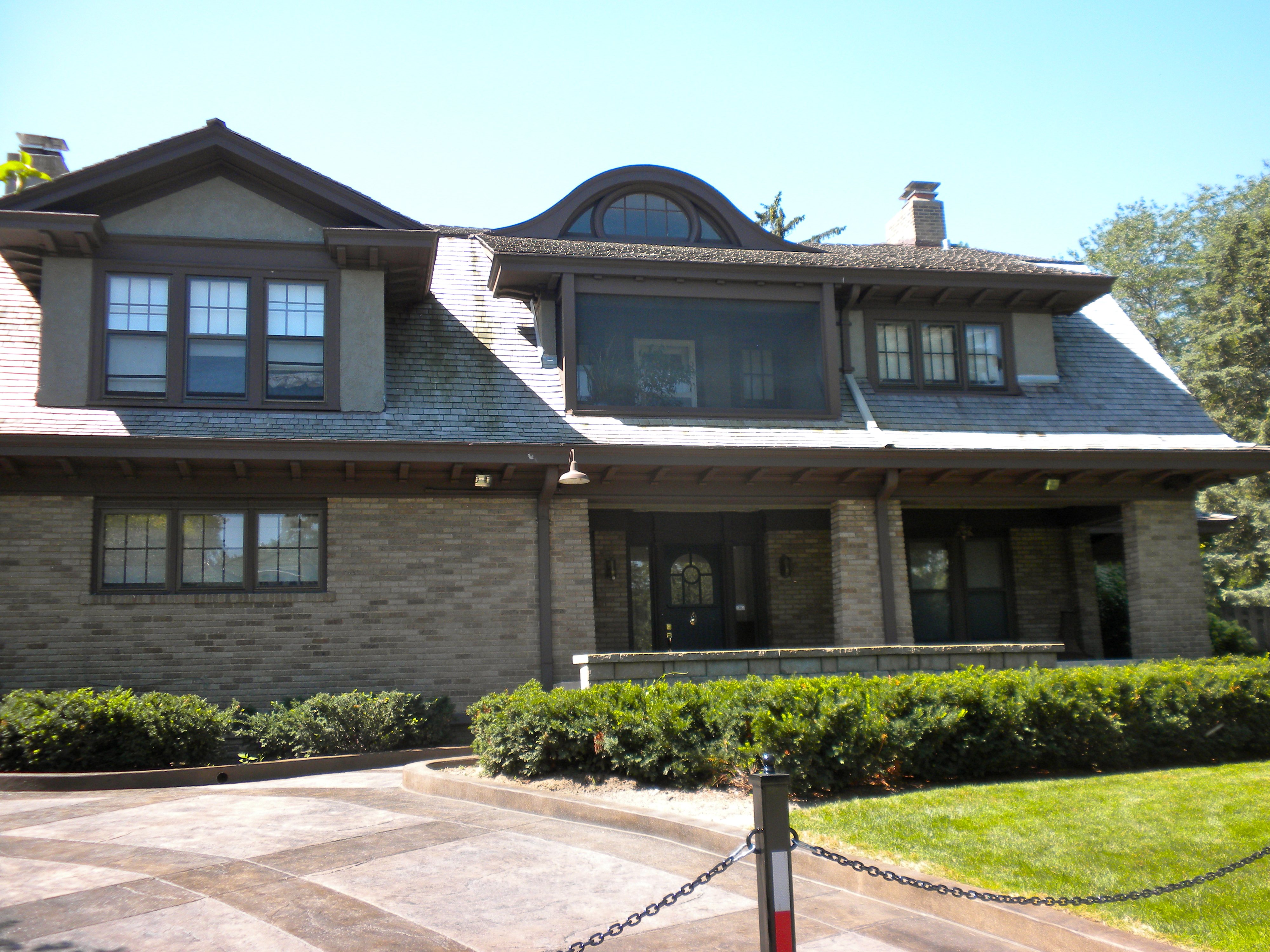
Casa de Buffet e sua esposa em Omaha

Buffett casou-se com Susan Buffett Thompson em 1952 e tiveram três filhos: "Susie", "Howie" e Peter. O casal passou a viver separado em 1977 e continuaram assim até 2004 (ano de morte de Susan). Em 2006, Buffett casou-se com sua colega de companhia Astrid Menks.
Seu salário anual é de US$100 mil, sendo um salário pequeno, comparado aos salários de outros executivos. Ele vive na mesma casa, desde 1958, que comprou por US$31.500 (hoje vale mais de US$700 mil).
Buffett era presbiteriano, mas se auto-descreve como agnóstico. O investidor não usa celular, não tem um computador em sua mesa e dirige seu próprio automóvel, um Cadillac DTS.
Em 17 de abril de 2012, Buffett revelou que foi diagnosticado com câncer de próstata no dia 11 do mesmo mês.

## Filantropia
Em 2006, Buffett anunciou que 85% da Berkshire iria para cinco fundações diferentes, sendo que a maior contribuição (83%) vai para a Fundação Bill e Melinda Gates, ou seja, 10 milhões de ações (aproximadamente US$ 30,7 bilhões), fazendo dessa a maior doação da história, transformando Buffett em um dos maiores filantropos do capitalismo.
Outra parte de sua fortuna irá para sua própria fundação, a Fundação Buffett. A herança de sua mulher, avaliada em US$2,6 bilhões, foi para a fundação quando ela morreu, em 2004.
Em 2002 ele doou US$50 milhões para a Iniciativa de Ameaça Nuclear de Washington, tornando-se um conselheiro.

## Sobre sua fortuna
O desempenho de seus negócios espelha seu enorme talento para multiplicar dinheiro – dele e dos outros. Em 1965, quando assumiu o controle da Berkshire Hathaway, então uma firma de origem no setor têxtil mas que também vendia seguros, as ações da companhia eram negociadas a menos de 10 dólares cada uma. Hoje, uma única ação custa quase cem mil dólares, uma assombrosa valorização de 1.000.000% em quarenta anos. Quem tivesse aplicado cem dólares na firma de Buffett, em 1965, teria hoje um milhão de dólares. Os mesmos 100 dólares aplicados na média do Dow Jones equivaleriam a praticamente 1.500 dólares. Ele afirmou em 2011 que a classe dele estava em guerra com as outras.
Em 2012, a Revista Forbes classificou Warren como a terceira pessoa mais rica do mundo, com US$44 bilhões
Em 2013 foi reportado ter ganho cerca de US$37 milhões de dólares por dia, tendo sido a pessoa que mais fez dinheiro no mundo nesse ano. O resultado, divulgado no dia 18 de dezembro de 2013, foi obtido por um levantamento pela Wealth-X, empresa especializada em reunir informações sobre as pessoas mais ricas do mundo. No total, Buffett somou US$12,7 bilhões (cerca de R$29,6 bilhões) à sua fortuna, elevando-a para um valor total estimado em US$59,1 bilhões (cerca de R$137,7 bilhões).
O facto de ter mais de 70 anos de experiência em investimentos tem servido para facultar aconselhamentos financeiros de grande valor.
Em 2022, sua fortuna foi estimada em US$110 bilhões pela revista Forbes.

## Brasil
No dia 29 de fevereiro de 2008, Buffett anunciou em sua carta aos acionistas da Berkshire Hathaway seu único investimento em moeda estrangeira para o ano de 2007, e para espanto de todos o investimento que vinha fazendo desde 2002 era na moeda brasileira (real) frente ao dólar. Somente em 2007 o dólar recuou 17,3% em relação ao real. Com esse investimento Warren conseguiu um lucro de US$2,3 bilhões.
Em 2014, sua fortuna foi avaliada em US$64,9 bilhões.
Em 2021 sua gestora, Berkshire Hathaway, fez um aporte de US$500 milhões no banco digital brasileiro Nubank.